# Wilsonomyces carpophila
Wilsonomyces carpophila, anteriorment Stigmina carpophila o simplement corineu (del gènere Coryneum) és un fong patogen de les plantes. Afecta els fruiters com l'albercoquer, presseguer, cirerer i altres plantes silvestres o cultivades del gènere Prunus.
Els danys principals són en les zones plujoses. Fa taques grogues amb fils violes a les fulles joves i després taques marrons a les branques i brots. El fong pot atacar també els borrons, es marca el lloc per on ha entrat el fong per la presència d'una gota de resina a la base del borró. Els danys semblen fets per petites perdigonades.

## Cicle
Els orígens de la infecció són el miceli i els conidis que passen l'hivern als borrons o fulles caigudes infectades. El patogen és resisten al medi ambient. Els conidis penetren les fulles a través dels estomes i la cutícula. El període d'incubació és d'una a dues setmanes.

## Lluita
Es combat amb molts fungicides a base de coure o orgànics.